# Sechsämterland

Sechsämterland-Logo

Lage des Sechsämterlandes in Bayern

Das Sechsämterland ist eine historische politische Gliederung des Markgraftums Brandenburg-Bayreuth. Der Name geht auf die sechs Ämter
1. Hohenberg
2. Kirchenlamitz
3. Selb
4. Thierstein
5. Weißenstadt und
6. Wunsiedel

zurück. Das Sechsämterland liegt im Norden Bayerns, im Regierungsbezirk Oberfranken und entspricht fast dem heutigen Landkreis Wunsiedel im Fichtelgebirge.
Eine „Sonderstellung“ nahm die heutige Große Kreisstadt Marktredwitz ein. Diese war früher eine Enklave im Sechsämterland und gehörte zur Reichsstadt Eger (tschechisch: Cheb). Erst 1816 kam das „Amt Redwitz“ im Austausch mit der seitdem Tiroler Stadt Vils zu Bayern und damit zum gleichen Landesherren wie das Sechsämterland.
Im südöstlichen Sechsämterland herrscht das Nordbairische vor, das westliche Gebiet wird vom ostfränkischen Dialekt geprägt.

## Geschichte
Das Sechsämterland entwickelte sich im Verlauf von 130 Jahren durch die zielstrebige Erwerbspolitik der Hohenzollern, die ursprünglich zum Egerland gehörende Adelsherrschaften erwarben und in burggräfliche Amtsbezirke umwandelten. Durch die Meranische Erbschaft war Burggraf Friedrich III. von Nürnberg im Jahre 1248 in den Besitz des Bayreuther Raumes gelangt und versuchte nun, das zollerische Territorium weiter nach Osten auszudehnen. 1285 erwarb er mit Wunsiedel das erste Gebiet im Raum des späteren Sechsämterlandes. Bald darauf folgten Hohenberg an der Eger, Arzberg und Höchstädt im Fichtelgebirge. Diese ältesten Erwerbungen wurden zum Amt Hohenberg/Wunsiedel zusammengeschlossen. 1344 kam nach einer längeren Fehde Schönbrunn bei Wunsiedel von den Herren von Hertenberg an die Nürnberger Burggrafen, das ebenfalls dem Amt Wunsiedel/Hohenberg eingegliedert wurde. Die einst das Gebiet um Weißenstadt beherrschende Burg Rudolfstein war ehedem im Besitz der Herren von Hirschberg. Diese erscheinen in engem Kontakt mit den Vögten von Plauen und Weida, die von den Herzögen von Andechs-Meranien als Untervögte im Regnitzland eingesetzt worden waren. Dieses Gebiet um Hof war nach dem Aussterben der Grafen von Giengen-Vohburg um 1209 als Reichslehen an die Andechs-Meranier gelangt.
Auch Eberhardus de Eckebretsteine, der erste nachweisbare Besitzer des Epprechtsteins, dessen Herrschaftsgebiet sich über Kirchenlamitz und Marktleuthen weiter nach Osten bis nach Oberweißenbach bei Selb erstreckte, findet sich 1248 gemeinsam mit Henricus de Sparneck im Gefolge des Herzogs Otto II. von Meranien. Um 1333 kam das Weißenstädter Gebiet an das Kloster Waldsassen, das es zusammen mit dem Rudolfstein 1348 an die Burggrafen Johann II. und Albrecht den Schönen von Nürnberg veräußerte. Der Epprechtstein wurde 1352 von den Burggrafen Johann und Albrecht als Raubschloss erstürmt und kam dadurch in ihren Besitz. Die Forster von Selb waren mit dem Böhmenkönig Wenzel und der Stadt Eger in Fehde geraten und verkauften 1412/1413 ihren Besitz um Selb an den Burggrafen Johann III. von Nürnberg. Im Herzen der Fichtelgebirgshochfläche lag schließlich noch die Burg Thierstein, die als Reichslehen den Herren von Notthafft zuständig war. Diese verkauften sie um 1398 an den Markgrafen Wilhelm d. Ä. von Meißen, von dessen Erben die Herrschaft Thierstein schließlich 1415 an die Burggrafen Johann III. und Friedrich VI. von Nürnberg kam. Damit befand sich der gesamte Innenraum des Fichtelgebirges in der Hand der Hohenzollern.
1437 unterzog Markgraf Friedrich I. von Brandenburg das Fürstentum Brandenburg-Kulmbach einer Verwaltungsreform. Sein Herrschaftsgebiet im Fichtelgebirge erhielt die Bezeichnung „Hauptmannschaft vor dem Wald“ und wurde in die fünf Verwaltungsämter Wunsiedel-Hohenberg, Thierstein, Selb, Kirchenlamitz und Weißenstadt eingeteilt. 1492 wird die „Hauptmannschaft vor dem Wald“ erstmals als die „fünf Ämter“ bezeichnet. Anfangs waren die Ämter Wunsiedel und Hohenberg miteinander vereinigt; der gemeinsame Amtmann saß auf der Burg Hohenberg. 1499 erscheint das Landbuch der Sechsämter als erstes detailliertes Besitzverzeichnis, einschließlich genauer Grenzbeschreibungen. 1504 folgte die Trennung der beiden Ämter und seitdem ist vom „Sechsämterland“ die Rede. Nach dem Bundesständischen Krieg waren die Ämter Selb und Kirchenlamitz kurzzeitig dem Hofer Bezirk zugeteilt. Markgraf Georg Friedrich stellte 1557 die alte Ordnung wieder her. 1613 wurden die einzelnen Ämter eingezogen und einem einzigen Amtmann unterstellt, der seinen Sitz in Wunsiedel hatte. Das Gebiet wurde in die neun Richterämter Wunsiedel, Hohenberg, Arzberg, Weißenstadt, Thierstein, Selb, Kirchenlamitz und Marktleuthen eingeteilt und unter der Bezeichnung „Stadt und Sechsämter Wunsiedel“ zusammengefasst.
Nachdem der letzte Markgraf Karl Alexander abgedankt hatte, stand die Region von 1791 bis 1806 unter preußischer Verwaltung. Nach vier Jahren französischer Militärverwaltung wurde sie im Jahr 1810 in das Königreich Bayern eingegliedert.

## Varia
Der Name des Sechsämterlandes lebt fort in den Sechsämtertropfen, einem aus der Gegend stammenden Kräuterlikör.